# Echeandia longifolia
Echeandia longifolia là một loài thực vật có hoa trong họ Măng tây. Loài này được (Weath.) Cruden mô tả khoa học đầu tiên năm 1993.